# Soul Makossa
Singles de Manu Dibango
Pêpê Soup
(1973)

Soul Makossa est une chanson du saxophoniste et compositeur camerounais Manu Dibango, sortie en single en 1972.

## Historique
En 1972, Manu Dibango, artiste reconnu dans son pays natal, sollicite le Ministre des Sports du Cameroun afin d'enregistrer un hymne pour soutenir l'équipe nationale lors de la 8e édition de la Coupe d'Afrique des Nations de football, qui a lieu en début d'année au Cameroun. Dibango se voit accorder la somme d'un million de francs CFA afin d'enregistrer l'hymne, qui paraît en 45 tours. Toutefois, il manque un titre pour la face B du 45 tours, et Dibango enregistre un morceau s'inspirant d'un rythme du style makossa en lui donnant un arrangement soul, et qui devient Soul Makossa.
Le single est distribué gratuitement aux supporteurs camerounais, mais après la défaite de l'équipe du Cameroun face à celle du Congo, ils cassent le vinyle pour exprimer leur déception. Malgré cette déconvenue, Dibango s'enferme dans le studio Decca à Paris pour enregistrer un album, sur lequel se trouve Soul Makossa. Le single est un succès et se vend à 50 000 exemplaires en France, des afro-américains de passage en France rapportent ce disque aux États-Unis.
En 1972, David Mancuso trouve une copie de l'enregistrement de Soul Makossa dans un magasin West Indian Records, situé à Brooklyn, et le passe souvent aux fêtes dans sa discothèque, The Loft. La réponse est si positive que les quelques exemplaires de Soul Makossa disponibles à New York sont rapidement achetés. La chanson a ensuite été amplement diffusée par Frankie Crocker, disc jockey sur WBLS, qui est alors la station de radio noire new-yorkaise la plus populaire.
Ahmet Ertegün, fondateur de la compagnie phonographique américaine Atlantic Records, signe un contrat avec Manu Dibango, dont le titre atteint en 1973 la 35e place au Billboard Hot 100, et l'invite à faire une tournée aux États-Unis.
Le titre est notamment samplé sur Wanna Be Startin' Somethin' de Michael Jackson, la version vidéo de Feelin' So Good de Jennifer Lopez et Don't Stop the Music de Rihanna. Dans les années 1980, Manu Dibango a trouvé un accord financier avec Michael Jackson pour l'utilisation de sa chanson dans l'album Thriller, mais ce dernier autorise par la suite Rihanna à utiliser la musique de Dibango pour son titre Don't Stop the Music. Face à quoi, le 3 février 2009, Manu Dibango décide d'attaquer en justice les maisons de disques respectives de Michael Jackson et de Rihanna (Sony BMG, Warner et EMI) pour avoir utilisé sans autorisation le thème de Soul Makossa. La procédure se solde finalement par un arrangement financier à l'amiable.
En 2011, une deuxième version de la chanson intitulée Soul Makossa 2.0 est enregistré en France par Manu Dibango et Wayne Beckford. Elle est le premier single de l'album de Manu Dibango, Past Present Future.
En 2017, le rappeur Booba évoque ce morceau dans le titre DKR, extrait de l'album Trône, où on peut y voir une sorte d'hommage : « Passe-moi les massa mamakossa, F.L.O., Mara Salvatrucha [...] ».

## Titres du single
Single 45 tours African 90.571
| No | Titre                                      | Auteur, compositeur           | Durée |
| -- | ------------------------------------------ | ----------------------------- | ----- |
| 1. | Hymne de la 8e coupe d'Afrique des nations | S. M. Eno Belinga, M. Dibango | 2:19  |
| 2. | Soul Makossa                               | M. Dibango                    | 4:30  |

Single 45 tours Fiesta Records 51.199
| No | Titre        | Auteur, compositeur | Durée |
| -- | ------------ | ------------------- | ----- |
| 1. | Soul Makossa | M. Dibango          | 4:30  |
| 2. | Lily         | M. Dibango          | 3:02  |

### Classements
| Classement (1973)                       | meilleure place |
| --------------------------------------- | --------------- |
| France (SNEP)                           | 17              |
| États-Unis (Billboard Hot 100)          | 35              |
| États-Unis (Billboard Hot Soul Singles) | 21              |

## Crédits
- Manu Dibango (écriture et composition, arrangements, saxophone)
- Georges Arvanitas (piano)
- Patrice Galas (piano)
- Lucien Dobat (batterie)
- Manfred Long (basse)
- Freddy Mars (percussions)
- Manu Rodanet (guitare électrique)
- Pierre Zogo (guitare acoustique)
- Slim Pezin (guitare électrique)